# Pauline Frederick
Pauline Frederick (ur. 12 sierpnia 1883, zm. 19 września 1938) – amerykańska aktorka filmowa.

## Filmografia
- 1915: Zaza jako Zaza
- 1917: Safona jako Sapho / Fanny Lagrand
- 1920: Madame X
- 1921: The Sting of the Lash jako Dorothy Keith
- 1926: Żona Josselyna jako Jeannette Picto
- 1929: The Sacred Flame jako Mrs. Taylor
- 1932: Self Defense jako Katy Devoux
- 1938: Korsarz

## Wyróżnienia
Posiada swoją gwiazdę na Hollywoodzkiej Alei Gwiazd.